# 韋爾斯比奇 (新罕布什爾州)
韋爾斯比奇（英語：Weirs Beach）是位於美國新罕布什爾州貝爾納普縣的非建制地區。

## 地理
韋爾斯比奇所處的海拔為高於海平面163米（即535英呎），而該地所採用的時區為UTC-5，即北美东部时区（EST）。同時該地設有夏令時間，為UTC-5調快一小時，即UTC-4（EDT）。